# Angelica pachycarpa
Angelica pachycarpa är en flockblommig växtart som beskrevs av Johan Martin Christian Lange. Angelica pachycarpa ingår i släktet kvannar, och familjen flockblommiga växter. Inga underarter finns listade i Catalogue of Life.